# Viola Reggio Calabria 1976-1977
Questa voce raccoglie le informazioni riguardanti la Cestistica Piero Viola nelle competizioni ufficiali della stagione 1976-1977.

## Roster
Rosa della Viola Reggio Calabria per la stagione 1976-1977 che ha disputato il campionato di Serie B (terzo livello dei campionati dell'epoca, dopo Serie A1 e A2).
| Nome                 | Nazionalità       |
| -------------------- | ----------------- |
| Claudio Aspidi       | Italia (bandiera) |
| Loris Paiusco        | Italia (bandiera) |
| Luigi Rossi          | Italia (bandiera) |
| Giuseppe Borzì       | Italia (bandiera) |
| Cesare Sant'Ambrogio | Italia (bandiera) |
| Bruno Bondi          | Italia (bandiera) |
| Luigi Longo          | Italia (bandiera) |
| Gianfranco Quaglia   | Italia (bandiera) |
| Volpe                | Italia (bandiera) |
| Umberto Gira         | Italia (bandiera) |
| Vincenzo Putortì     | Italia (bandiera) |
| All: Massimo Moizo   | Italia (bandiera) |

## Risultati

### Serie B
La Cestistica Piero Viola verrà inserita nel girone C concludendo la Stagione Regolare al 3ºposto del suo raggruppamento ottenendo 15 vittorie e 7 sconfitte con una differenza canestri di +134 qualificandosi alla Poule Promozione in Serie A2.

### Poule A2
la Viola accede ai gironi per la promozione nella Serie A2 venendo inserita nel girone A concludendo la fase al 4ºposto conservando la categoria per la stagione successiva ottenendo in questa fase 6 sconfitte con una differenza punti di -87